# Monte Alifan
El monte Alifan (en inglés: Mount Alifan) es un pico en la isla principal del territorio estadounidense de Guam. Se encuentra en el suroeste de la isla cerca de Agaña elevándose hasta unos 234 metros sobre el nivel del mar (equivalentes a 768 pies). Se trata de la decimoquinta montaña más alta en el territorio. En sus alrededores se encuentra el parque histórico nacional de la Guerra del Pacífico y la localidad de Santa Rita.